# Поведінкова економіка
Поведінкова економіка (англ. behavioral economics) — це напрямок економічної теорії, який займається дослідженням впливу психологічних факторів на рішення людей у різноманітних економічних ситуаціях. При цьому велика увага приділяється ситуаціям, де люди поводяться інакше, ніж це прогнозує класична економічна теорія із її припущенням раціональності та егоїстичності. Спорідненою з поведінковою економікою є «економічна теорія і психологія у фінансовій сфері» або «поведінкові фінанси» (англ. behavioral finance).

## Сфери вивчення
Поведінкова економіка та поведінкові фінанси вивчають вплив психологічних, соціальних, когнітивних, та емоційних факторів на економічні рішення людьми та інституціями та наслідки таких рішень для ринкових цін, прибутку, та розподілу ресурсів. Ці наукові напрямки в першу чергу вивчають межі раціональності економічних агентів. Поведінкові моделі типово інтегрують аспекти психології, неврології та мікроекономічної теорії; в результаті, ці поведінкові моделі покривають широкий набір концепцій, методів, та напрямків.
Предмет вивчення поведінкової економіки включає те, як приймаються ринкові рішення, та механізми суспільного вибору. Використання терміна «Поведінкова економіка», за останніми дослідженнями, у наукових публікаціях в США в останні роки зросло.
У поведінкових фінансах основними темами є:
- Евристика: Люди часто базують рішення на приблизній оцінці, а не жорсткій логіці.
- Обмеження рамками: Набір анекдотичних доказів та стереотипів, з яких складаються ментальні емоційні фільтри, використовувані людьми для розуміння та реакції на події.
- Ринкова неефективність: Включає неправильне ціноутворення та нераціональне прийняття рішень.

## Питання

### Поведінкові фінанси
Центральне питання поведінкових фінансів — це пояснення, чому учасники ринку допускаються систематичних помилок всупереч припущенням раціональних учасників ринку. Такі помилки впливають на ціни та прибуток, створюючи ринкову неефективність. Також досліджується, як інші учасники ринку користуються (арбітраж) такою ринковою неефективністю.
Поведінкові фінанси підкреслює, що такі неефективності, як недостатня або занадто сильна реакція на інформацію, є причинами ринкових трендів та у надзвичайних випадках — виникнення «економічних бульбашок» та обвалів ринків. Такі реакції пояснюються обмеженою увагою інвестора, надмірною самовпевненістю, надмірним оптимізмом, мімікрією (стадний інстинкт) та шумовим трейдингом. Технічні аналітики вважають поведінкові фінанси «академічним кузеном» поведінкової економіки і теоретичною основою технічного аналізу.
Інші ключові спостереження включають асиметрію між рішеннями придбати чи продати ресурс, відому як парадокс «журавля у небі», та уникнення втрат, тобто небажання розлучатися з цінованою власністю. Уникнення втрат проявляється у поведінці інвесторів як небажання продавати акції або інший капітал чи майно, якщо це призведе до номінальних втрат. Це також може пояснити, чому ціни на нерухомість рідко або повільно знижуються до ринково-обґрунтованого рівня протягом періодів низького попиту.
Бенартці та Талер (англ. Benartzi and Thaler) (1995), застосовуючи варіацію теорії перспектив, стверджували про вирішення загадки премії на капітал, яка поки що не має вирішення у звичайних фінансових моделях. Експериментальні фінанси застосовують експериментальний метод, тобто створюючи штучний ринок у комп'ютерній симуляції для вивчення процесу прийняття рішення людьми та їх поведінки на фінансових ринках.

#### Кількісні поведінкові фінанси
Кількісні поведінкові фінанси використовують математичну та статистичну методологію для розуміння поведінкових упереджень. Досліди у маркетингових дослідженнях наводять мало доказів, що зростання упереджень впливають на маркетингові рішення. Найбільший вплив здійснили Гундуз Кагінальп (редактор «Журналу поведінкової економіки», США, у 2001–2004) та спів-дослідники, включно з лауреатом Нобелівської премії з економіки 2002 року Верноном Смітом, Девідом Портером, Доном Баленовичем, Владимірою Ілієвою та Ахметом Дюраном, і Реєм Стурмом.

### Фінансові моделі
Деякі фінансові моделі, які використовуються в управлінні грошима (капіталом) та оцінці активів, застосовують параметри поведінкових фінансів, наприклад:
- модель Р.Талера щодо реакції ціни на інформацію, з трьома фазами недостатня реакція — пристосування — надмірна реакція, які створюють ціновий тренд: Одна з характеристик надмірної реакції — це те, що середній дохід після оголошення добрих новин є нижчим ніж після поганих. Іншими словами, надмірна реакція виникає, якщо ринок реагує занадто сильно або занадто довго на новини, і потребує корекції у іншому напрямку. Як результат, активи, які занадто добре показали себе в одному періоді, в іншому швидше за все покажуть відставання у наступному періоді. Це також стосується до ірраціональних купівельних звичок покупців.[11]
- коефіцієнт репутації акцій

#### Критика
Такі критика як Юджин Фама як правило підтримують гіпотезу ефективного ринку. Вони стверджують, що поведінкові фінанси є більше набором аномалій ніж справжній напрямок фінансів і що ці аномалії або швидко витісняються з ринку або пояснюються апелюванням до аргументів ринкової мікроструктури. Однак, індивідуальні когнітивні упередження відрізняються від соціальних упереджень; перші можуть бути вирівняні ринком, а останні можуть створювати позитивні зворотні зв'язки, що рухають ринок все далі від рівноваги «справедливої ціни». Також, для того, щоб аномалія порушувала ринкову ефективність, інвестор повинен мати змогу торгувати проти неї та отримувати наднормальні прибутки; але у реальності при багатьох аномаліях таке не спостерігається.
Конкретним прикладом цієї критики є деякі пояснення загадки премії на капітал, а саме що причиною є бар'єри входу (практичні та психологічні) та що дохід між акціями та фондами мають вирівнятись після того, як електронні ресурси відкриють ринок для більшої кількості трейдерів. У відповідь, інші доводять, що більшість фондів персонального інвестування управляються пенсійними фондами, зменшуючи ефект від цих уявних бар'єрів входу. У додаток, професіональні інвестори та фондові менеджери мають у власності більше фондів, чим можна було б очікувати з урахуванням різниці у доходах.

Виступає з критикою біхевіоризму і один з найвидатніших представників Австрійської школи економіки Людвіг фон Мізес. Він пише:
Біхевіоризм пропонує вивчати людську поведінку за методами, розробленими на основі психології  тварин і немовлят. Він прагне дослідити рефлекси та інстинкти, автоматизми та несвідомі реакції. Але він нічого не розповідає нам про рефлекси, які будували собори, залізниці та фортеці, про інстинкти, які створювали філософії, вірші та правові системи, про автоматизми, які призводили до зростання та занепаду імперій, про несвідомі реакції, які розщеплюють атоми.

### Поведінкова теорія ігор
Поведінкова теорія ігор аналізує інтерактивні стратегічні рішення і поведінку використовуючи методи теорії ігор, експериментальної економіки, та експериментальної психології. Експерименти включають тестування відхилень від типових спрощень економічної теорії, таких як аксіома незалежності та відкидання альтруїзму, справедливості, та ефектів рамкування. З позитивної сторони, метод застосовувався до інтерактивного навчання та соціальних вподобань. Як дослідницька програма, цей предмет розвивається вже останні три десятиліття.

### Економічне мислення у тварин
Декілька зоопсихологів спробували продемонструвати економічну поведінку у тварин. Перші експерименти з цього питання фокусувалися довкола поведінки щурів та голубів. Ці дослідження базуються на засадах поведінкової психології, де головною метою є пошук аналогів до людської поведінки в тваринах, які піддаються експериментам. Вони також методично схожі на роботу Ч.Ферстера та Б. Ф. Скіннера. Однак, незважаючи на методологічну схожість, ранні дослідники нелюдської економіки відрізнялись від біхевіоризму термінологією. Хоча дослідження переважно проводились у камері робочого кондиціонування (або «ящику Скіннера»), з використанням їжі як нагороди за вибір/натискання на клавішу, дослідники описують такі вибір і натискання на клавішу не в термінах «закріплення» та «відносини стимул — відповідь», а в термінах «робота», «попит», «бюджет», та «праця».
Цікавинка: в США гральні автомати деколи називають «ящиками Скіннера» для людей, адже натискання клавіш (у певному порядку) веде до нагороди або покарання
Нещодавні дослідження використовують дещо інший підхід, з більш еволюційної перспективи, порівнюючи людську економічну поведінку з одним з видів приматів, мавпою-капуцином.

#### Пропозиція робочої сили
Типове лабораторне дослідження для вивчення пропозиції робочої сили у голубах є наступним: Голубів позбавляють їжі. Оскільки тварини голодні, їжа стає надзвичайно бажаною. Голубів поміщають у «ящик Скіннера» та через орієнтування та дослідження приміщення ящику, вони знаходять, що стукаючи по маленькому диску в одній стороні ящика, вони отримують їжу. Фактично, стукання підкріплюється, оскільки асоціюється з їжею. Через якийсь час, голуб стукає по диску (або стимулу) регулярно.
У цьому випадку, вважається, що голуб «працює» за їжу стуканням, а їжу вважають «валютою». Вартість валюти може змінюватись декількома шляхами, включно з обсягом їжі, яка надається, частотою доставки їжі та її типу (деяка їжа є більш бажаною).
Економічна поведінка, схожа до такої що спостерігається у людях, виникає, коли голодні голуби припиняють роботу/працюють менше, коли винагорода знижується. Дослідники вважають, що це є схожим до пропозиції робочої сили у людей. Що як і люди (які, справді, працюють лише певним чином для певної заплати), голуби демонструють зниження у стуканні (роботі), коли винагорода (вартість) знижується.

#### Попит
У людській економіці, типова крива попиту є негативною. Це означає, що якщо ціна певного товару зростає, його кількість, яку готові придбати споживачі, знижується. Дослідники, які вивчають криву попиту у таких тваринах як щури, спостерігають негативний ухил у їх кривій попиту, що збігається з ухилом людських кривих попиту.
Дослідники вивчали попит у щурів шляхом, суттєво відмінним від вивчення пропозиції робочої сили у голубів. А саме, наприклад у нас експериментальні суб'єкти, щури, у «ящику Скіннера» та нам треба, щоб вони тиснули на важіль для отримання винагороди. Винагорода може бути їжею, водою, або солодкою водою типу коли. На відміну від експерименту з голубами, де стукання було роботою, а винагорода — грошовим аналогом, у дослідженнях попиту у щурів, грошовий аналог — натискання важеля. У цих обставинах, дослідники стверджували, що змінюючи кількість натискань на важіль, необхідних для отримання коли є аналогічним до зміни ціни на товар у людській економіці.
Результат досліджень попиту у тварин показує, що при зростанні кількості натискань важеля, що вимагається (ціна), тварини рідше натискали важіль необхідну кількість разів (сплачували).

#### Торгова поведінка мавп
Поточна робота над економічною поведінкою тварин фокусується на мавпах-капуцинах. Дослідники не дуже схильні до біхевіористської традиції порівняння поведінки лабораторних тварин до людської. Натомість, вони намагаються використовувати більш еволюційну перспективу, виходячи з припущення, що економічна поведінка може бути базовою, інстинктивною та нести якусь адаптивну функцію.
Нещодавнє дослідження включає запровадження валютної системи у колонії мавп-капуцинів, які утримуються в неволі. Валюта у формі монет і може бути обміняна на їжу і інші предмети у дослідника. Дослідники вивчали три риси торгової поведінки мавп: попит, уникнення втрат, та уникнення ризику.
У дослідженні, мавпам надавався певний обсяг коштів та показувався певний обсяг їжі та інших товарів. Мавпи мали взяти гроші та надати їх досліднику в обмін на товари. Умовою експерименту було, що після того, як мавпа сплатила за товари, у неї була опція отримати їжу зразу або почекати, поки дослідник змінить представлений обсяг їжі (зменшить або збільшить). Отже, експеримент надавав дослідникам можливість подивитися на ігрову поведінку мавп і задати наступні питання: чи візьме мавпа визначений обсяг їжі? Чи «поставить» мавпа на очікування, доку експериментатор змінить обсяг наявної їжі? Чи впливають обставини на рішення тварини? Результати вказують на те, що мавпи уникають ризику: вони надають перевагу взяти початковий обсяг їжі, а не чекати, доки експериментатор змінить її кількість.
Експериментатори вносили певні зміни, включно зі зміною наданого бюджету, вартості певних предметів, зміною самих предметів. Зокрема, дослідники виявили зв'язок між зростанням придбання і споживання предметів при зниженні їх вартості, результат, що відповідає людській економіці.
Загальний результат цього дослідження вказує на те, що не тільки мавпи-капуцини уникають ризику, вони також мають певне розуміння таких понять як ціна, бюджет, та очікування результату. Відповідно до дослідників, тварини не навчають так поводитись; така поведінка виникає самостійно у торговому середовищі. В результаті, дослідники стверджують, що базова економічна поведінка і мислення можуть бути інстинктивними та наслідком природного відбору.

### Еволюційна психологія
Еволюційна психологія вважає, що багато гаданих обмежень для здійснення раціонального вибору можуть бути визнані раціональними в контексті максимізації біологічної пристосовуваності у давнину, але не сьогодні. Отже, при житті на межі існування, коли втрата ресурсу могла означати смерть, могло бути раціональним покладати більшу цінність на втрату, аніж на набуття. Це також може пояснити різницю між групами, наприклад, чоловіки є більш схильними до ризику, ніж жінки, оскільки вони мають більш різноманітний репродуктивний успіх ніж жінки. І хоча неуспішне прийняття ризику може обмежити репродуктивний успіх обох статей, чоловіки можуть потенційно збільшити свій репродуктивний успіх при вдалому прийнятті ризику у значно більшій мірі ніж жінки.

## Історія
Протягом класичного періоду, мікроекономіка тісно пов'язувалась з психологією. Наприклад, Адам Сміт написав працю Теорія моральних почуттів, яка пропонувала психологічні пояснення індивідуальної поведінки, включно з занепокоєністю щодо справедливості,, а Джеремі Бентам написав багато робіт щодо психологічних витоків корисності. Однак, з розвитком неокласичної економіки економісти доклали зусиль щодо ре-класифікації мікроекономіки як природничої науки, виводячи економічну поведінку з природи економічних агентів. Вони розробили концепцію людини економічної (homo economicus), чия психологія була фундаментально раціональною. Це призвело до неочікуваних та непередбачуваних помилок.
Однак багато впливових неокласичних економістів, такі як Френсіс Еджуорт, Вільфредо Парето та Ірвінг Фішер, використовували більш складні психологічні пояснення. Економічна психологія виникла у 20-му столітті у роботах таких науковців як Габріель Тард, Джордж Катона, та Ласло Гараї. Моделі очікуваної корисності та дисконтованої корисності набули сприйняття серед науковців, оскільки дозволяли можливі для тестування гіпотези про механізм прийняття рішень в умовах відповідно невизначеності та споживання у часі. Аномалії, що повторювались та спостерігались, в зрештою піддали сумніву ці гіпотези і Моріс Алле, лауреат Нобелівської премії з економіки 1988 р., здійснив наступні кроки, наприклад сформулювавши Парадокс Аллє, проблему прийняття рішення, яку він вперше презентував у 1953 році і яка суперечить гіпотезі очікуваної корисності.

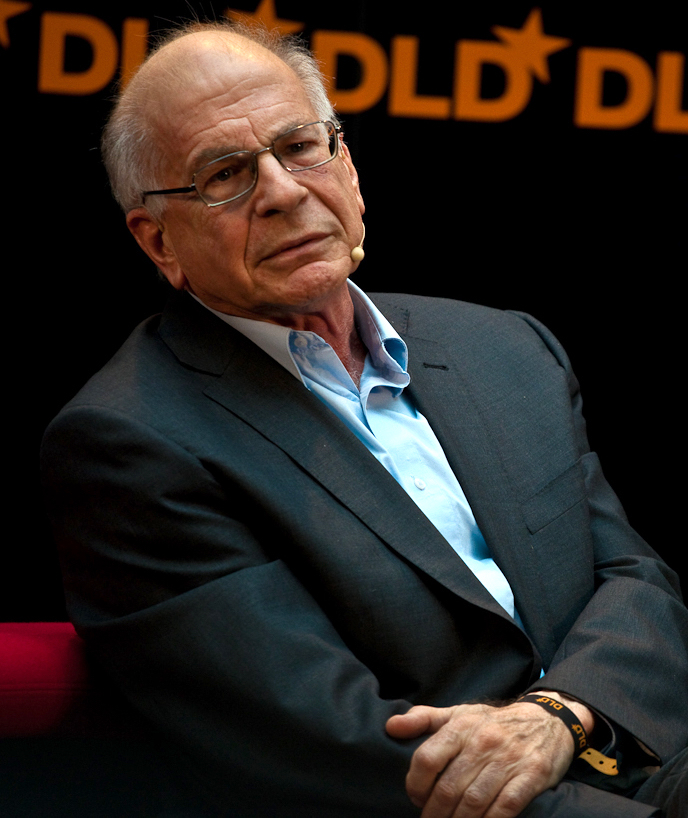
Деніел Канеман, лауреат Нобелівської премії з економіки 2002 р.

У 1960-х рр. когнітивна психологія почала надавати більше даних щодо розуму як засобу для обробки інформації (на відміну від біхевіористських моделей). Психологи у цій галузі, такі як Вард Едвардс, Амос Тверські та Деніел Канеман почали порівнювати свої когнітивні моделі прийнятті рішень за умови ризику та невпевненості з економічними моделями раціональної поведінки. В математичній психології існує довготривалий інтерес до транзитивності вподобання та що і як саме вимірює «корисність» (Дункан Люче, 2000).

### Теорія перспектив
У 1979, Канеман та Тверські написали важливу роботу Теорія перспектив: Аналіз рішення під ризиком, що використовувала когнітивну психологію для пояснення різних відхилень у прийнятті економічних рішень від неокласичної економічної теорії.
Теорія перспектив має дві стадії рішення: стадія редагування та стадія оцінки.
На стадії редагування, ризикові ситуації спрощуються з використанням різних евристик вибору.
На стадії оцінки, ризиковані альтернативи оцінюються з використанням різних психологічних принципів, у тому числі наступних:
- (1) Залежність від порівняння: При оцінці результатів, особа, яка приймає рішення, має в себе у свідомості певну «лінійку порівняння». Результати порівнюються з вихідною (нульовою) точкою та класифікуються як «набутки», якщо вони більші за вихідну точку та «збитки» — якщо менші.
- (2) Уникнення втрат: Ми більш чутливі до втрат, ніж до набутків також розміру. Канеман та Тверські у публікації 1979 р. в «Економетриці» (англ. Econometrica), знайшли, що медіанний коефіцієнт уникнення втрат становить бл.2,25, тобто втрати вливають на нас у бл.2,25 разів сильніше, ніж аналогічні набутки.
- (3) Нелінійне зважування ймовірності: Факти вказують, що особи, які приймають рішення, переоцінюють малу ймовірність та недооцінюють велику ймовірність — з чого була створена «функція зважування ймовірностей», яка дає криву, схожу на обернену літеру S.
- (4) Падаюча чутливість до набутків та втрат: При зростанні набутків та втрат в абсолютному вимірі по відношенню до вихідної точки, їх відносний вплив на корисність або задоволення особи, яка приймає рішення, падає.

Теорія перспектив може пояснити все, що дві головні існуючі теорії прийняття рішень — теорія очікуваної корисності та теорія корисності з урахуванням рейтингу — можуть пояснити, але не навпаки. Теорія перспектив використовувалась для пояснення ряду феноменів, які вкрай важко пояснюються існуючими теоріями прийняття рішень, наприклад: обернена крива пропозиції робочої сили, асиметрична еластичність цін, ухилення від сплати податків, паралельний рух цін на акції та попиту на них тощо.
В 1992 році у «Журналі ризику та непевності» (англ. the Journal of Risk and Uncertainty), Канеман та Тверські запропонували уточнення теорії перспектив, яке вони назвали теорія кумулятивної перспективи. Нова теорія позбулася стадії редагування з теорії перспектив та сфокусувалася лише на стадії оцінки. ЇЇ основною рисою є те, що вона включала нелінійне зважування ймовірностей кумулятивним шляхом, вперше запропоноване у теорії ранжованої корисності Джоном Куіггіном(англ. John Quiggin).
Такі психологічні риси, як надмірна самовпевненість, упередження проектування та ефекти обмеженої уваги стали частиною цієї теорії.
Подальший розвиток і визнання теорія отримала на конференції у Чиказькому університеті, у спеціальному номері Quarterly Journal of Economics ('Пам'яті Амоса Тверські'), присвяченому поведінковій економіці, та отриманій Д.Канеманом Нобелівській премії 2002 з економіки за «інтегровані висновки з психологічних досліджень в економічній науці, особливо щодо людських суджень і прийняття рішень в умовах невизначеності».

### Вибір у часі
Поведінкова економіка також застосовувалась до питання вибору у часі. Поведінка, пов'язана з вибором у часі, як правило непослідовна. Наприклад, одна з найбільш вивчених — гіперболічне дисконтування, сформульоване Дж. Айнсліе (англ. George Ainslie) у 1975, та розвинене в подальшому Д.Лябсоном, Тедом О'Донахью та Метью Рабіном. Гіперболічне дисконтування описує тенденцію дисконтувати результати найближчого майбутнього у більшій мірі, ніж далекого. Ця модель дисконтування є динамічно непослідовною (непослідовною у часі), і таким чином несумісною з базовими моделями раціонального вибору, оскільки ставка дисконтування між проміжками часу 't та t+1 буде низькою у періоді t-1, коли t — найближче майбутнє, але високою для часу t, коли t є сьогодення, а t+1 — найближче майбутнє.
Ця поведінка може бути пояснена моделями субадитивного дисконтування, які розрізняють затримку та інтервал дисконтування: люди є менш терплячими (на одиницю часу) протягом коротких інтервалів, незалежно від того, коли вони стаються. Багато сучасних наукових робіт щодо вибору у часі вказують, що дисконтування є набутим вподобанням. На дисконтування значно впливають очікування, рамкування, фокус, перелік думок, настрій, знаки, рівні глюкози та шкала, яка застосовується для опису того, що дисконтується. Деякі дослідники ставлять питання, чи описує дисконтування (основний параметр вибору в часі) взагалі, що люди роблять, коли роблять вибір щодо майбутніх наслідків.

### Інші області дослідження
Інші напрямки поведінкової економіки збагачують модель функції корисності без піддавання сумніву постійності вподобань. Ернст Фер, Армін Фальк та Метью Рабін вивчали «справедливість», «уникнення нерівності», та «взаємний альтруїзм», послаблюючи неокласичне припущення про «ідеальний егоїзм.» Їх робота найкраще застосовується до встановлення заробітної плати. Робота Ю.Гнізі та Рустічіні (англ. Uri Gneezy and Rustichini) над «внутрішньою мотивацією» та Акерлофа та Крантона (англ. Akerlof and Kranton) над «ідентичністю» передбачає, що агенти отримують корисність за рахунок адаптації особистих та соціальних норма додатково до умовної очікуваної корисності.
«Умовна очікувана корисність» — це форма міркування, у якій особа має ілюзію контролю та розраховує ймовірність зовнішніх подій, а отже і корисність, як функцію від їхніх власних дій, навіть якщо в них не маж звичайної можливості впливати на такі зовнішні події.
Поведінкова економіка набула поширення серед звичайної завдяки успіху таких книжок як Передбачувано ірраціональний Дена Аріелі. Науковці-практики цієї галузі економіки вивчали питання квазі-державної політики, наприклад, доступність широкополосного інтернету в США.

## Критика
Критики поведінкової економіки як правило підкреслюють раціональність економічних агентів. Вони обґрунтовують, що поведінка, яка спостерігалась під час експериментів, має обмежене застосування у ринкових ситуаціях, оскільки можливості до навчання та конкуренція забезпечують принаймні близьке наближення до раціональної поведінки.
Інші відзначають, що когнітивні теорії, такі як теорія перспектив, є моделями прийняття рішень, а не генералізованої економічної поведінки, та можуть застосовуватись лише до «одноразових» проблем, схожих на ті, що пропонуються учасникам експериментів або опитувань.
Традиційні економісти також скептичні до широко-використовуваних поведінковою економікою технік експериментів та опитувань. Економісти типово наголошують, що при визначенні економічної цінності важлива виявлена перевага, а не названа (в опитуваннях). Експерименти та опитування несуть ризик системних упереджень, стратегічної поведінки відсутності сумісності стимулів.
М.Рабін (1998) відкидає цю критику, стверджуючи, що схожі результати постійно отримуються в різних ситуаціях та географії досліджень і можуть вести до хороших теоретичних висновків. Поведінкові економісти також відповіли на критику переходом від експериментів до польових досліджень. Деякі економісти вбачають фундаментальну схизму між експериментальною і поведінковою економікою, але відомі економісти обох галузей мають схильність користуватися тими самими техніками і підходами при відповіді на схожі питання. Наприклад, поведінкові економісти приділяють увагу дослідженню нейроекономіки, що є експериментальною і поки що не може підтверджуватися польовими дослідженнями.
Інші прихильники поведінкової економіки зазначають, що неокласичні моделі часто не можуть передбачити результат у реальному світі. А поведінкові висновки можуть вплинути на неокласичні моделі. Поведінкові економісти зазначають, що такі переглянуті моделі не тільки дозволяють робити такі самі коректні передбачення, які і традиційні моделі, а й коректно передбачати деякі наслідки, які неможливо оцінити за допомогою традиційних моделей.

## Відомі теоретики

### Економіка
- Юрі Гнізі[41]
- Ден Аріелі[42]
- B. Douglas Bernheim[43]
- Колін Камерер
- Ернст Фер
- Деніел Канеман
- Сімон Гехтер
- Армін Фальк
- Джордж Левінстайн
- Урс Фішбахер
- Дражен Прелеч
- Метью Рабін
- Герберт Саймон
- Пол Словіч
- Вернон Сміт
- Лоуренс Саммерс
- Майкл Тейллард
- Річард Талер
- Амос Тверські
- Джон Квіґін
- Маргарет МасКоннелл

### Фінанси
- Малькольм Бейкер
- Ніколас Барберіс
- Гундуз Кагінальп
- Девід Хіршляйфер
- Ендрю Ло
- Майкл Мабуссін
- Terrance Odean
- Річчард Петерсон
- Чарльз Плотт
- Херш Шефрін
- Роберт Шиллер
- Андрій Шлейфер
- Річард Талер
- Роберт Вишній